# Almerigo Grilz
Almerigo Grilz (Trieste, 11 aprile 1953 – Caia, 19 maggio 1987) è stato un politico e giornalista italiano, inviato di guerra freelance.

## Biografia
Nasce a Trieste, che all'epoca faceva parte della Zona A del Territorio Libero di Trieste.
La madre era un'esule istriana di Pirano trasferitasi a Trieste nel secondo dopoguerra.
Il suo cognome era di origine slovena.

### La militanza politica
In gioventù è stato un dirigente del movimento giovanile Fronte della Gioventù (FdG) e del Movimento Sociale Italiano, nonché consigliere comunale a Trieste eletto alle amministrative del 1982.
Nel luglio 1972, viene denunciato per avere disturbato una manifestazione antimilitarista lanciando oggetti e usando parole d'ordine e gesti di riconoscimento del Partito Fascista.
Nel gennaio 1976 viene identificato da tre militanti del Partito di Unità Proletaria come uno di cinque aggressori che li avevano picchiati a sprangate.
Nel 1976 viene espulso dall'Università di Trieste per avere fatto volantinaggio per il Movimento Sociale Italiano nei locali dell'università e avere lanciato delle bottiglie contro degli studenti che si erano radunati sul posto, ferendone alcuni.
Nel 1977 diventa dapprima capo del FdG triestino, poi vicesegretario nazionale per volontà dell'allora segretario Gianfranco Fini. Nello stesso anno si iscrive all'Albo dei giornalisti come pubblicista e collabora con il quindicinale del FdG Dissenso.
Nel giugno 1977 viene fotografato da Claudio Ernè a piazzale Rosmini (Trieste), con un fucile in mano in compagnia di altri uomini armati. La foto è pubblicata dal settimanale "Meridiano di Trieste".
Nel 1978, chiamato alle armi per il servizio militare di leva, è assegnato al 59º Battaglione Meccanizzato "Calabria", inquadrato nella Brigata meccanizzata "Isonzo" di stanza a Cividale del Friuli.
Alla fine degli anni '70 fonda il "Centro Nazionale Audiovisivi", partendo da alcuni suoi servizi girati durante il conflitto in Libano tra i cristiano-maroniti.
Una relazione della questura di Bologna relativa alla strage di Bologna del 2 agosto 1980 menziona Grilz come "più volte denunciato per rissa lesioni, apologia del fascismo etc." e menziona la collaborazione di alcuni neofascisti italiani, fra cui Grilz, e le Falangi Libanesi maronite, in lotta contro i palestinesi.
L'11 marzo 1982 si laurea in giurisprudenza con una tesi "sul terrorismo e sul dilagare della lotta armata in Italia".
Nel febbraio 1983 su "Trieste domani" pubblica un articolo sul centenario mussoliniano in cui definisce il fascismo "l'unica terza via possibile" tra capitalismo e socialismo.
Il 18 giugno 1983 partecipa come oratore a una manifestazione del Movimento Sociale Italiano a Basovizza, frazione di Trieste a forte componente slovenofona. Il comizio, inizialmente previsto a San Dorligo della Valle, era stato vietato dal prefetto. Nella sua relazione, il vicequestore Sergio Petrosino menziona "il noto Grilz" e scrive che «l'atteggiamento complessivo dei presenti non era certamente quello di un gruppo che si preparasse a celebrare un pacifico rito elettorale: tutti erano in abbigliamento “da battaglia” e sembravano pervasi da una certa tensione». Nella stessa giornata, il gruppo si sposta verso Longera (Lonjer), altro quartiere di Trieste a maggioranza slovenofona, dove viene visto colpire la gente del posto con bastoni e pugni. Tra i feriti vi è Milka Kjuder, moglie del direttore partigiano Oskar Kjuder, colpita al petto con un bastone e ricoverata in ospedale. In quell'occasione, Grilz colpisce in faccia un passante con un altoparlante, gridando "S'ciavi, veremo ciorve per le case uno per volta". Il 20 giugno 1983 il giornale Primorski dnevnik pubblica una foto del passante con un grosso livido nero sotto l'occhio destro e la foto di un biglietto appeso davanti alla sede del Movimento Sociale Italiano in cui si rivendicava di avere "bastonato" gli abitanti di Longera.

### Corrispondente di guerra
A metà degli anni ottanta, si dedica solo alla professione giornalistica, lascia la politica e parte per l'estero, rimanendo almeno dieci mesi lontano dall'Italia.
Almerigo Grilz è stato testimone di più fronti di guerra dalla fine degli anni settanta alla morte: dall'intervento militare sovietico in sostegno della Repubblica Democratica Afghana, all'invasione israeliana del Libano e al conflitto tra drusi e maroniti a Beirut, dalla guerriglia contro il presidente etiope Menghistu al conflitto in Mozambico. Alle corrispondenze scritte unì dapprima foto e poi video, divenendo un fotoreporter freelance.
Nel 1984 documentò il conflitto in Cambogia tra i guerriglieri khmer rossi di Pol Pot e l'esercito della Repubblica Popolare di Kampuchea filo-vietnamita. Raccontò, al confine tra Birmania e Thailandia, la guerra tra la minoranza etnica Karen e le truppe di Rangoon. Le sue immagini vennero acquistate anche dalla CBS (Stati Uniti d'America), da France 3 e dall'NBC (USA).
Per la NBC Grilz seguì la guerriglia comunista filippina e le elezioni del 1986, che portarono alla caduta del dittatore Ferdinand Marcos e alla vittoria delle opposizioni, capitanate da Corazon Aquino a seguito della Rivoluzione del Rosario. I reportage di Grilz sono stati pubblicati su The Sunday Times, su Der Spiegel e su altre autorevoli riviste europee.

#### Albatross Press Agency
Con Gian Micalessin e Fausto Biloslavo, con i quali condivideva la militanza nel Fronte della Gioventù, Grilz fondò nel 1983 l'agenzia giornalistica Albatross Press Agency, che produsse servizi (scritti, fotografati e filmati) da gran parte delle aree del mondo interessate da eventi bellici, di guerriglia o rivoluzionari. L'agenzia vendette molti servizi a grandi emittenti televisive internazionali, in particolare anglosassoni. In Italia i reportage di Albatross vennero pubblicati sia su riviste specializzate, come Rivista italiana difesa, dove si firmava con lo pseudonimo Gritz, sia su periodici di larga tiratura come Panorama e furono mandati in onda dal TG1.

### La morte
Nel 1987, Grilz si recò in Mozambico per seguire la guerra civile tra FRELIMO e RENAMO, quest'ultima veniva finanziata dal Sudafrica dell'apartheid e dalla CIA.
Il 19 maggio 1987, in Mozambico, nella provincia di Sofala, mentre con una cinepresa stava documentando una battaglia fra i miliziani della RENAMO, e l'esercito governativo, fu colpito da un proiettile vagante. I suoi resti furono sepolti a circa cinquanta chilometri dal luogo dove trovò la morte.
Nel 2025, in Mozambico a Sicoche, nel luogo dove fu sepolto, fu affissa una targa in memoria su un grande albero secolare di mutondo. La targa, oltre a ricordare il giornalista, riportava anche una frase dal diario di Grilz proprio in Mozambico: "Mi sporgo fuori per filmarli: non è facile, occorre stare appiattiti a terra perché le pallottole fischiano dappertutto… alzare troppo la testa può essere fatale".
Il Secolo d'Italia lo ha descritto come il "primo reporter italiano caduto su un campo di battaglia dalla fine del secondo conflitto mondiale".

## Intitolazioni e altro
- 1988, nel mese di maggio, un anno dopo la scomparsa, esce il libro biografico Un'avventura - Almerigo Grilz: dalla lotta politica al giornalismo di guerra, con la prefazione di Giorgio Almirante;
- 2002, il giornalista Gian Micalessin ha realizzato un documentario dal titolo L'albero di Almerigo;
- 2002, la città di Trieste gli ha intitolato una strada nei pressi della pineta di Barcola[10];
- 2006, inaugurato il monumento in Normandia che Reporter senza frontiere ha dedicato a tutti i giornalisti caduti in guerra. Presente anche il nome di Almerigo Grilz inciso sul manufatto[11][12];
- 2007, la trasmissione Terra! di Toni Capuozzo su Canale 5 gli ha dedicato una puntata[13];
- 2007, l'amministrazione provinciale di Pordenone gli ha intitolato la sala stampa della sede dell'ente;
- 2016, la città di Nardò (LE) gli ha intitolato una strada nella zona industriale del comune pugliese[14];
- 2017, il giornalista Pietro Comelli e lo scrittore e storico Andrea Vezzà hanno realizzato il libro I mondi di Almerigo; con le immagini viene anche organizzata una mostra a Palazzo Costanzi a Trieste[15];
- 2024, gli viene intitolato un premio giornalistico, iniziativa che suscita diverse polemiche[16];
- 2025, esce il film "Albatross" del regista Giulio Base una biografia di Almerigo Grilz per Rai Cinema con il supporto della Friuli Venezia Giulia Film Commission[17][18].

## Opere
- Gli occhi della guerra, Emme&Emme, 2007 di Fausto Biloslavo, Gian Micalessin e Almerigo Grilz. Contiene molte fotografie di Grilz scattate prima di morire in Mozambico[19].
- La marcia dei ribelli, Spazio InAttuale editore, 2023. Realizzato da Pietro Comelli che pubblica i diari di viaggio e di guerra di Almerigo Grilz del 1986 e 1987 nelle Filippine, in Afghanistan, in Etiopia e in Mozambico[20].